# Dimeria lehmannii
Dimeria lehmannii là một loài thực vật có hoa trong họ Hòa thảo. Loài này được (Steud.) Hack. mô tả khoa học đầu tiên năm 1889.